# Box Car Bill
Box Car Bill este un personaj de desene animate creat de Pat Sullivan pentru Pat Sullivan Studios în 1917. Acesta apare într-un singur film.

## Filmografie
| Nr. | Titlu                      | Regia        | Data premierei | Observații |
| --- | -------------------------- | ------------ | -------------- | ---------- |
| 1   | Box Car Bill Falls in Luck | Pat Sullivan | 20 iulie 1917  |            |